# بحران گروگان‌گیری لبنان

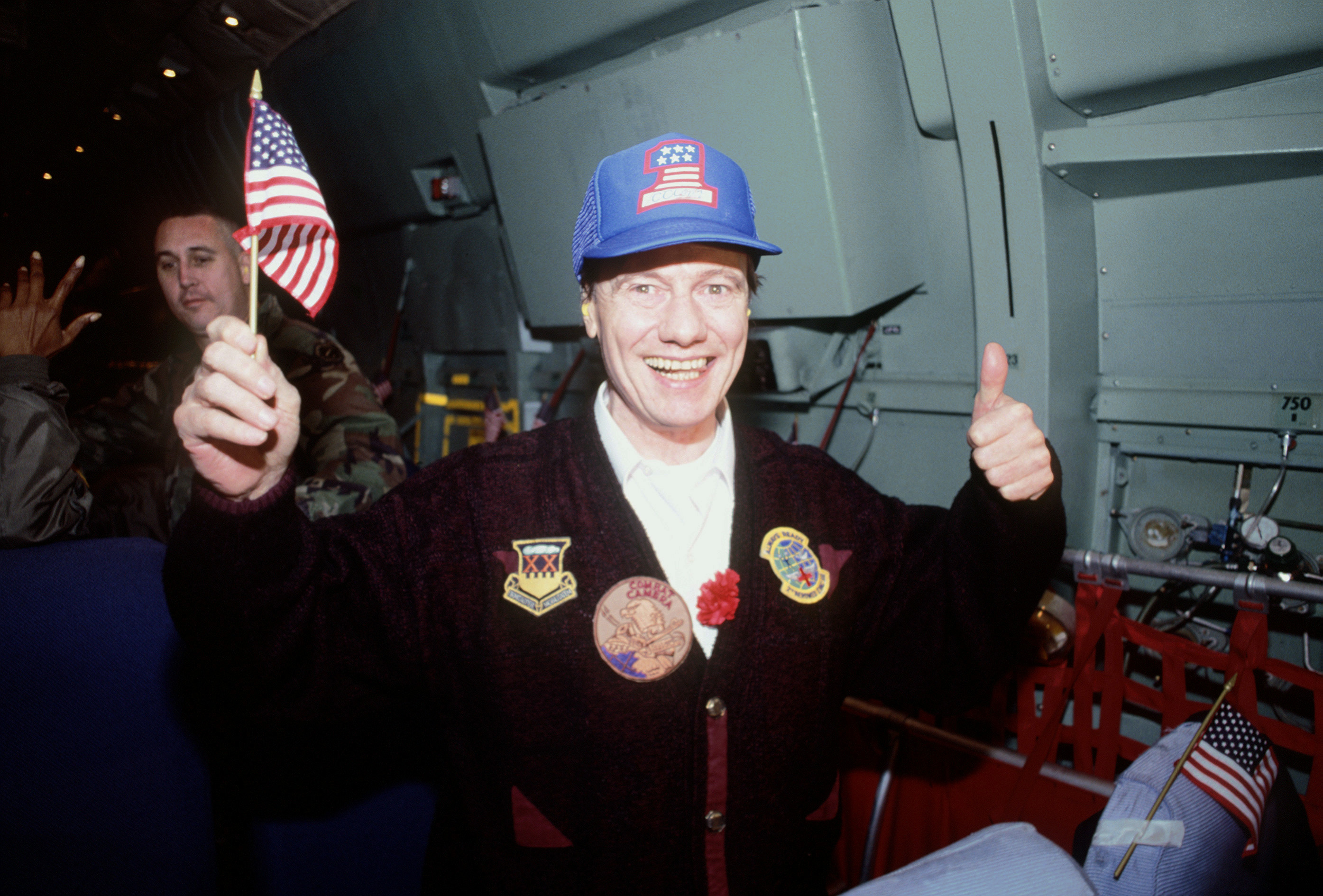
ابراز خوشحالی توماس ساترلند، یکی از گروگانان آزادشده، پس از رهایی و در حال انتقال به فرانکفورت آلمان

منظور از بحران گروگان‌گیری لبنان ربودن ۱۰۴ گروگان خارجی در لبنان بین سال‌های ۱۹۸۲ و ۱۹۹۲ در «اوج» جنگ داخلی لبنان بود. گروگان‌ها از ۲۱ ملیت مختلف اما اکثراً از ایالات متحده آمریکا یا اروپای غربی بودند. حداقل هشت گروگان در اسارت فوت کردند، برخی از آنها به قتل رسیدند در حالی که دیگران از بیماری و کمبود توجه پزشکی درگذشتند. کسانی که مسئولیت این آدم‌ربایی را بر عهده داشتند از نام‌های مختلفی استفاده می‌کردند اما مرگ گروگانهای سابق نشان می‌دهد که تقریباً تمام آدم‌ربایی به وسیلهٔ یک گروه متشکل از حدود یک دوجین مرد که از طوایف مختلف درون حزب‌الله لبنان بودند انجام شدند. از جمله افراد به ویژه مهم در این سازمان عماد مغنیه بود. حزب‌الله علناً دخالت خود را تکذیب کرده است. تصور می‌شود جمهوری اسلامی ایران نقش عمده‌ای در آدم‌ربایی‌ها داشته و ممکن است تحریک کنندهٔ آنها بوده باشد. سوریه نیز تا حدی دخالت داشته است.
تصور می‌رود انگیزه برای گروگان گرفتن دلسرد کردن آمریکا، فرانسه  یا دیگر قدرت‌ها از مقابله به مثل در برابر حزب‌الله بوده باشد که قتل ۲۴۱ آمریکایی و ۵۸ فرانسوی در انفجار مقر تفنگداران دریایی آمریکا در بیروت و انفجار سفارت آمریکا در بیروت (۱۹۸۳) در بیروت منتسب به آن است. سایر توضیح‌ها برای آدم‌ربایی یا نگه داشتن طولانی مدت گروگان‌ها عبارتند از منافع سیاست خارجی ایران از جمله تمایل امتیازگیری از کشورهای غربی، با توجه به آن که گروگان‌گیران متحدان مستحکم جمهوری اسلامی ایران بودند.
تدابیر امنیتی سرسختانه گروگان گیران باعث شد تنها تعداد انگشت شماری از گروگان‌ها نجات یابند. این مسئله به همراه فشار افکار عمومی رسانه‌ها و خانواده‌های گروگان‌ها منجر به نقض اصل ضد تروریسمی «مذاکره ممنوع، امتیازدهی ممنوع» از سوی مقامات آمریکایی و فرانسوی شد. در آمریکا دولت ریگان مذاکره مخفی و غیرقانونی را برای تبادل اسلحه با گروگان با ایران انجام داد که به عنوان ماجرای مک‌فارلین شناخته می‌شود.
تصور می‌شود پایان بحران در سال ۱۹۹۲ به دلیلهای زیر باشد:
- نیاز سوریه و ایران به کمک و سرمایه‌گذاری غربی پس از پایان جنگ ایران و عراق و فروپاشی اتحاد جماهیر شوروی
- این وعده که حزب‌الله می‌تواند پس از پایان جنگ داخلی لبنان مسلح بماند و فرانسه و آمریکا به دنبال انتقام‌گیری از آن نخواهند بود.

## ملیت گروگان‌ها
گروگانها شامل ۲۵ آمریکایی، ۱۶ فرانسوی، ۱۲ بریتانیایی، ۷ سوئیسی و یک ایرلندی و ۷ شهروند آلمان غربی می‌شد.

## برخی از گروگان‌ها
- دیوید اس. داج در ۱۹ ژوئیه ۱۹۸۲، داج توسط دانشجویان تندرو مسلمان شیعه طرفدار ایران از پردیس آ. یو بی. ربوده شد، و به زندانی در نزدیکی تهران منتقل شد و دقیقاً یک سال بعد تا زمان آزادی در زندان بود. «آدم‌ربایی، و تلاش‌های دیپلماتیک متعاقب آن برای تأمین آزادی آقای داج، پوشش خبری جهانی داشت.».[۵] حجت‌الاسلام موسی فخر روحانی که در زمان گروگانگیری مسوولیت سفارت ایران در لبنان را برعهده داشت، در مصاحبه ای با بولتن نیوز، اظهار می‌کند که عماد مغنیه و گروهش داج را به تلافی گروگانگیری چهار دیپلمات ایرانی در لبنان (احمد متوسلیان و همراهانش) گروگان گرفته بودند. وی همچنین داج را رئیس سیا در خاورمیانه معرفی می‌کند.[۶] منصور کوچک‌محسنی از پاسداران اعزامی به سوریه و لبنان نیز در مصاحبه‌ای اشاره کرده است که دو جوان که، یکی شان شبیه جهاد مغنیه (فرزند عماد مغنیه) بود، داج را که رئیس دانشگاهشان بود گروگان گرفتند تا با احمد متوسلیان مبادله شود.[۷]
- ۱۶ مارس ۱۹۸۴. ویلیام فرانسیس باکلی (William Francis Buckley) رئیس ایستگاه سیا در بیروت در این تاریخ ربوده شد. جهاد اسلامی ادعا کرد که او را در ۳ اکتبر سال ۱۹۸۵ کشته است و سپس عکس جسد او را به روزنامه‌های بیروت نشر داد. گزارش‌های مطبوعاتی ادعا می‌کنند که باکلی به ایران منتقل شده و در آنجا شکنجه و کشته شده است.[۸]
- مارس ۱۹۸۴. روحانی پروتستان، بنیامین ویر (Benjamin Weir) را سه مرد مسلح ربودند. ویر از سال ۱۹۵۸ در لبنان زندگی میکرد و احتمالاً در لبنان احساس امنیت می‌کرده است. او در بخش شیعه‌نشین بیروت زندگی می‌کرد و از نزدیک با گروه‌های مختلف خیریه و امدادی و مردمی همکاری می‌کرد. دو روز پس از آدم‌ربایی، یک تماس گیرنده تلفنی که ادعا می‌کرد از جهاد اسلامی هست مسئولیت این آدم‌ربایی را با هدف "تجدید پذیرش چالش ریگان و تایید بیانیه‌مان … "ما اجازه نمی‌دهیم حتی یک آمریکایی در خاک لبنان بماند" برعهده گرفت. ویر شانزده ماه بعد،[۹] یک روز پس از تحویل دومین محموله سلاح از اسرائیل به ایران، شامل ۴۰۸ موشک ضدتانک تاو (ر.ک. ماجرای مک‌فارلین) در ۲۴ شهریور ۱۳۶۴ (۱۵ سپتامبر ۱۹۸۵) آزاد گردید.[۱۰]
- ۱۰ فوریه ۱۹۸۶. جهاد اسلامی عکسی منتشر کرد که به ادعای آنان جسد شهروند فرانسوی میشل سورا (Michel Seurat) را که پیش از آن ربوده شده بود را نشان می‌داد.[۸]